# Joe Mauldin
Joe Benson Mauldin jr. (Lubbock, 8 juli 1940 – Nashville, 7 februari 2015) was een Amerikaans musicus. Hij werd bekend als bassist van Buddy Holly en inspireerde eind jaren vijftig bassisten over de hele wereld. Op een onderbreking van tien jaar na, is hij sindsdien de bassist van The Crickets gebleven. Hij schreef mee aan enkele hits en is opgenomen in de Rock and Roll Hall of Fame.

## Biografie
Mauldin werkte aan het begin van 1957 als slagersknecht toen Buddy Holly al bekendheid genoot. Larry Welborn was geregeld niet beschikbaar voor optredens en Mauldin verving hem voor het eerst tijdens een optreden in New Mexico. Aan het eind van de zomer van dat jaar werd hij voltijds lid van The Crickets. Hij kreeg zelfs de opbrengsten voor het nummer That'll Be the Day, terwijl deze nog in de studio was ingespeeld door Welborn.
Hij speelde contrabas en compenseerde zijn onervarenheid aanvankelijk vooral nog in het ritmische samenspel met Jerry Allison. Hij leerde echter snel bij en ondertussen kenden The Crickets de ene na de andere hit in de Billboard Hot 100. In de zomer van 1958 werd hij inmiddels tot een van de bekendste bassisten van het land gerekend. Zijn spel werd door bassisten in de hele wereld nagebootst, zoals door de Stray Cats (Lee Rocker), The Searchers en The Quarrymen (voorloper van The Beatles). 
Op 3 februari 1959 kwam Holly om het leven tijdens een vliegtuigongeluk; hij had The Crickets net enkele maanden ervoor verlaten. Tijdens diens begrafenis was Mauldin een van de kistdragers.
Mauldin bleef nog een aantal jaren voor The Crickets spelen en was vervolgens als muziektechnicus verbonden aan de Gold Star Studios in Los Angeles. Verder was hij sessiebassist voor verschillende countrybands en speelde opnieuw voor The Crickets, toen de muziek van Holly in de tweede helft van de jaren zeventig een opleving kende.
In de film The Buddy Holly Story (1978) van Steve Rash werd zijn rol gespeeld door Charles Martin Smith. Mauldin is zelf te zien in verschillende muziekdocumentaires, waaronder The Crickets: My love is bigger than a Cadillac (1989) en Kings of rock 'n' roll (2008).
Hij schreef enkele nummers samen met andere bandleden en met Norman Petty, zoals Well... all right dat voor het eerst op de B-kant van Heartbeat is verschenen en later opnieuw is vertolkt door een groot aantal artiesten, onder wie Blind Faith, Santana, Joe Brown en Blondie.
In 2007 werd hij als lid van The Crickets opgenomen in het Musicians Hall of Fame and Museum in Nashville en in 2012 in de Rock and Roll Hall of Fame.
In 2015 overleed hij op 74-jarige leeftijd in Nashville.
- Bibliothèque nationale de France: cb148382157 (data)
- Gemeinsame Normdatei: 134582004
- International Standard Name Identifier: 0000 0000 5522 0028
- MusicBrainz: 019209c4-4f28-474b-80d8-ca2fc52b10d0
- Virtual International Authority File: 74119099
- WorldCat: E39PBJt8jdTxYQWcpyjKmHFBT3